# Nicola©
『nicola©』（ニコラちゃん）は、goomoで2009年4月10日から毎週金曜日に配信されていたバラエティ番組。
2010年2月26日をもって更新を停止している。

## 概説
雑誌『nicola』の専属モデル（ニコモ）が出演するバラエティ番組。スローガンは、「中学生に人気No1雑誌『ニコラ』がついに、雑誌から飛び出しちゃう!』。
番組名の『nicola©』の「©」は、「コピー」ではなく「チャン」と読む。この「©」は、敬称の「ちゃん（chan）」と、「チャンネル（Channel）」の2つの意味をかけている。
番組終了の告知等は一切なかったが、2010年2月26日以降更新はなく、事実上番組は終了している。

## 出演者
ニコ㋲
| - 能年玲奈（レナ） - 池田琴弥（コトミ） - 石川紗都美（さとみん） - 城戸愛莉（アイリ） - 西内まりや（マリヤ） - 日南響子（キョオコ） - 本多葵（アオイ） | - 山越小妃江（サキエ） - 伊藤夏帆（カホ） - 溝口恵（メグミ） - 山口実紗（ミサ） - 立石晴香（ハルカ） - 川口春奈（ハルル） - 岡部真子（マコ） | - 中島愛蘭（アイラ） - 中山絵梨奈（エリナ） - 宮下みらい（ミライ） - 八木アリサ（アリサ） - 福本エミ（エミ） - 池田依來沙（エライザ） - 古畑星夏（セイカ） | - 藤井夏恋（カレン） - 泉はる（ハルピー） - 春川芽生（メイク） - 野中葵（アオ） - 松井愛莉（アイリ） - 田中若葉（ワカバ） - 藤田ニコル（ニコル） |

第1回の放送で卒業した卒㋲
- 高屋敷彩乃（アヤノ）
- 野崎夏帆（のっさん）
- 伊藤沙耶（サヤ）
- 宮城夏実（ナツミ）
- 寺本來可（ユキカ）

メン㋲
- 秋元龍太朗（リュータロー）
- 野原ユキオ（ユキオ）

## 放送リスト
| #  | 配信日         | サブタイトル                                                   | 放送分 |
| -- | -------------- | -------------------------------------------------------------- | ------ |
| 01 | 2009年4月10日  | ニコ㋲メンバー涙涙の卒業式                                     | 18:16  |
| 02 | 2009年4月17日  | 激カワ ファッションショー大公開                                | 17:40  |
| 03 | 2009年4月24日  | nicola６月号 撮影現場に潜入!!                                  | 14:11  |
| 04 | 2009年4月30日  | ミニドラマ【ニコラ学園〜放課後〜】ついにスタート!              | 12:17  |
| 05 | 2009年5月8日   | 人気ニコ㋲の私服＆カバンの中身を大公開！                       | 12:34  |
| 06 | 2009年5月15日  | ミニドラマ「ニコラ学園〜放課後〜」第２話！                     | 13:18  |
| 07 | 2009年5月22日  | 新企画！「青春☆ディスカッション」                              | 09:32  |
| 08 | 2009年5月29日  | 夏を先取りニコ㋲inハワイ                                       | 16:48  |
| 09 | 2009年6月5日   | 動画で練習「メイク★Do!」                                       | 11:19  |
| 10 | 2009年6月12日  | ニコ㋲の本性が赤裸々に!「ニコ㋲心理学教室」                    | 34:51  |
| 11 | 2009年6月19日  | マリヤ©の私服＆カバンの中身を大公開！                          | 16:34  |
| 12 | 2009年6月26日  | 最新号のとっておき情報＆撮影現場潜入！                         | 11:53  |
| 13 | 2009年7月3日   | 目ヂカラアップ↑マスカラテクをマリヤが大公開！                  | 17:41  |
| 14 | 2009年7月10日  | 目指せ!ベストしまラー♡7000円で激かわコーデ対決!                | 16:48  |
| 15 | 2009年7月17日  | 激かわコーデ対決!第2弾。海デートにおすすめのコーデ             | 19:04  |
| 16 | 2009年7月24日  | 人気ニコ㋲♡エリナ©の気になる私服＆カバンをチェック!            | 11:05  |
| 17 | 2009年7月31日  | 爆盛り！nicola最新号ラインナップ紹介                           | 18:32  |
| 18 | 2009年8月7日   | ハルル＆アオイが突撃!ニコ㋲23人の撮影現場リポート!             | 14:47  |
| 19 | 2009年8月14日  | 3000円で激かわ♡告り服コーデ！                                  | 16:40  |
| 20 | 2009年8月21日  | jampixyで激安＆激かわ♡コーデ対決☆第２弾!                       | 14:33  |
| 21 | 2009年8月28日  | nicola最新号♡情報＆おしゃれニコ㋲の私服チェック!               | 14:06  |
| 22 | 2009年9月4日   | 大流行のヘアアレ☆あみこみテクを動画でチェック!!                | 13:52  |
| 23 | 2009年9月11日  | 秋修旅のコ必見！京都•新京極☆買いなび〜！                       | 08:29  |
| 24 | 2009年9月18日  | シルバーウィーク直前!!マリヤ＆コトミがUSJをレポート!           | 12:51  |
| 25 | 2009年9月25日  | nicola★大阪開放日！                                            | 12:14  |
| 26 | 2009年10月2日  | ハルルのカバンの中身を徹底調査！                               | 10:13  |
| 27 | 2009年10月9日  | ニコ㋲超熱血!!秋の大運動会♡                                    | 13:51  |
| 28 | 2009年10月16日 | ニコ㋲秋の大運動会♡波乱の後半戦！                              | 18:35  |
| 29 | 2009年10月23日 | ニコ㋲が本音を大告白！「ニコ㋲♡一問一答」                      | 14:19  |
| 30 | 2009年10月30日 | nicola最新号ラインナップ＆ニコ㋲の秘密大公開 ♡                 | 17:23  |
| 31 | 2009年11月6日  | くるふわチークテクでめちゃモテ顔♡                              | 07:09  |
| 32 | 2009年11月13日 | ☆ニコラ学園一斉抜き打ちテスト☆                                 | 19:50  |
| 33 | 2009年11月20日 | ニコラ学園☆一斉テスト〜後半戦!!                                | 24:45  |
| 34 | 2009年11月27日 | “ニコ㋲♡一問一答”ついに！まりきょん＆新㋲セイカが登場〜★       | 19:32  |
| 35 | 2009年12月4日  | まりきょん 安 トラベラーズ!!                                   | 12:35  |
| 36 | 2009年12月11日 | ニコ㋲大忘年会2009!                                            |        |
| 37 | 2009年12月18日 | マリヤ©の自作した「nicolaすごろく」で大盛りあがりッ前半戦      |        |
| 38 | 2009年12月25日 | 一流芸能人への道すごろく後半戦＆nicola最新号情報〜！           |        |
| 39 | 2010年1月8日   | まりきょんinサファリパーク＆ふわ盛りヘアアレ♡                  | 09:50  |
| 40 | 2010年1月15日  | 雑誌nicolaで紹介したニコ㋲のリアル私服を動画でチェック！       | 11:38  |
| 41 | 2010年1月22日  | ニコ㋲♡一問一答＆大人気！ハルルの私服大公開！                  | 14:34  |
| 42 | 2010年1月29日  | お待たせ♡ニコラ最新号情報〜＆リアル私服公開！                  | 13:09  |
| 43 | 2010年2月5日   | バレずにナチュ♡かわ素肌メイクで最高にカワイイ自分GET☆          | 15:25  |
| 44 | 2010年2月12日  | ★＊♡☆＊♥ニコラ学園☆デコり部〜♥☆♡＊★♡                           | 18:23  |
| 45 | 2010年2月19日  | アタマの中をのぞいちゃおう！新企画☆ニコモdeテスト☆             | 15:13  |
| 46 | 2010年2月26日  | ニコラ★最新号情報＆森ガール♥キョオコの私服＆カバンをチェック！ | 11:06  |

## コーナー
- ニコラNEWS
- ニコ㋲♡一問一答
- ニコラ学園〜放課後〜
- メイク★Do!
- ニコ㋲私服検査
- 告白の部屋
- 青春☆ディスカッション
- ニコ㋲♡心理学教室
- 激かわコーデ対決!
- ニコ㋲ツアーズ
- mission 3 minutes
- ニコラ学園デコリ部!!
- ニコ㋲ de テスト

## スタッフ
- 監修:佐々木俊
- 構成:藤谷弥生
- CG:長田大輔
- 音響効果:太田光則
- 技術協力:ウイウイスタヂオ
- 編集MA:オムニバスジャパン
- ナレーター:塩山由佳
- AD:石野将
- ディレクター:高山賢一、町田洋昌
- プロデューサー:柴田静也、松本美帆子、古川未来、小松伸一、利光ともこ
- 制作:新潮社、K－ten goomo